# مارماهی پاشلکی
مارماهی پاشلکی (نام علمی: Nemichthyidae) نام یک تیره از راسته مارماهی‌سانان است.